# هلموت هاوسمان
هلموت هاوسمان (انگلیسی: Helmut Haussmann؛ زادهٔ ۱۸ مهٔ ۱۹۴۳) سیاستمدار، و استاد دانشگاه اهل آلمان است. وی از ۹ دسامبر ۱۹۸۸ تا ۱۸ ژانویه ۱۹۹۱ وزیر اقتصاد آلمان بود.